# 스타바트 마테르 (비발디)

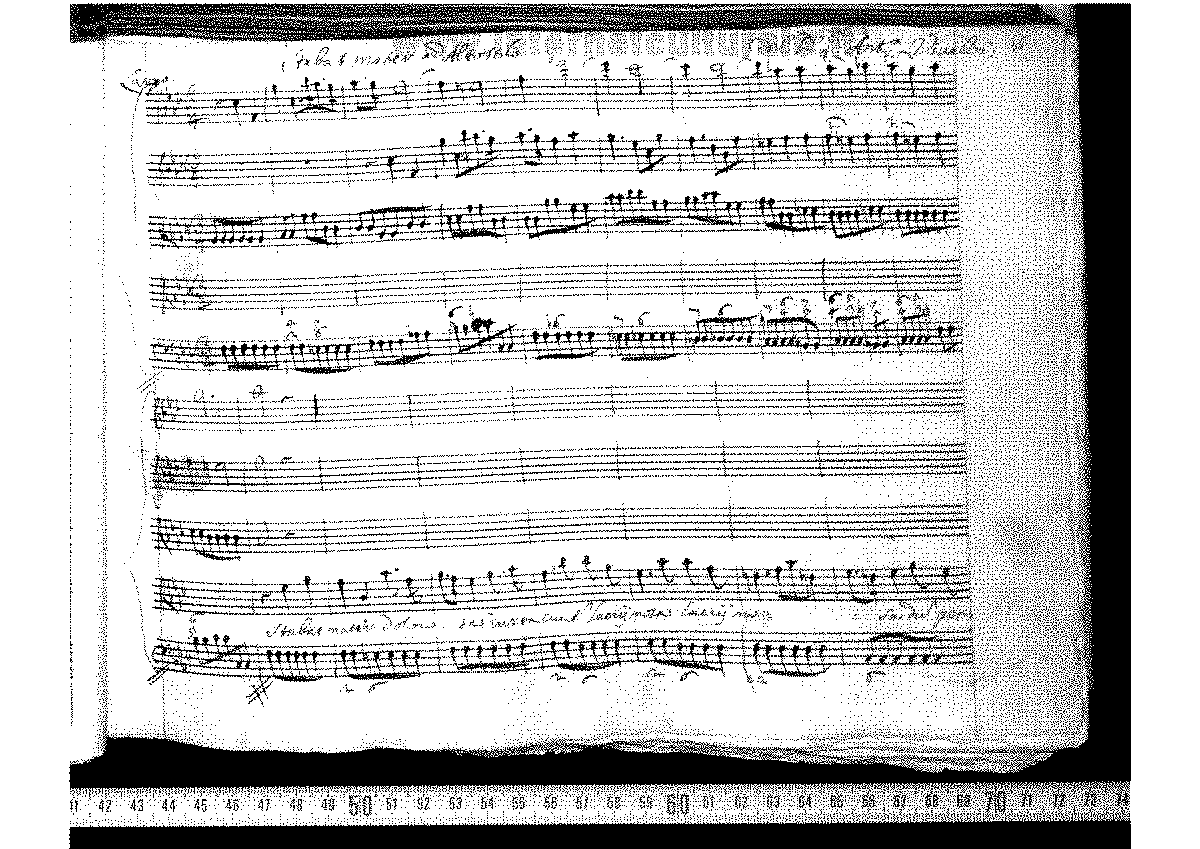

알토 독주와 관현악을 위한 스타바트 마테르 RV 621은 이탈리아 바로크 작곡가 안토니오 비발디가 작곡한 것이다. 1712 년 브레시아에서 초연되었다.

## 편성
작품은 바이올린 I & II, 비올라, 알토 독주 또는 카운터테너 및 바소 콘티누오를 위해 작곡되었다.
비발디의 스타바트 마테르는 찬송가의 처음 10개 연만을 사용한다. 음악은 F단조로 되어 있으며 일반적으로 느리고 우울하며 알레그로는 아멘에서 한 번만 사용되며 다른 모든 악장은 안단테 보다 빠르지 않다. 4, 5, 6악장은 음악적으로 처음 3악장과 동일하다. 구성은 다음과 같이 9개의 악장으로 구성된다.
1. Stabat mater dolorosa
2. Cujus animam gementem
3. O quam tristis et afflicta
4. Quis est homo
5. Quis non posset contristari
6. Pro peccattis suae gentis
7. Eia mater, fons amoris
8. Fac ut ardeat cor meum
9. Amen